# Malsta, Norrtälje kommun
Malsta är en kyrkby i Malsta socken i Norrtälje kommun i Uppland i Stockholms län.
Byn ligger strax nordväst om Norrtälje norr om Malstasjön. Bebyggelsen är spridd utmed vägen som går i östvästlig riktning norr om sjön och kyrkan.
I byn ligger Malsta kyrka och vid sjön finns en badplats. 
Bebyggelsen omkring och nordost om kyrkan klassades av SCB mellan 1990 och 2018 som en småort. Vid avgränsningen 2018 klassades bebyggelsen sammanväxt med den i Malstaby och blev samtidigt klassad som tätort benämnd Malstaby.